# Massimo Colombo

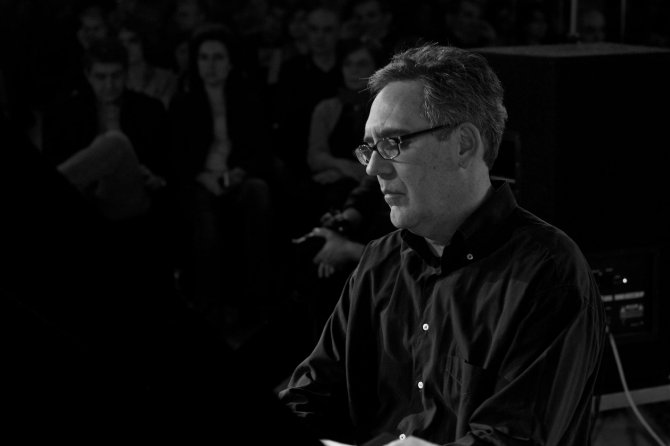
Massimo Colombo (2014)

Massimo Colombo (* 16. Februar 1961 in Mailand) ist ein italienischer Jazzmusiker (Piano, auch Synthesizer, Komposition). Er hat mit vielen Jazzmusikern zusammengearbeitet und komponierte Musik für zahlreiche Genres.

## Leben und Wirken
Colombo studierte am Conservatorio Giuseppe Verdi in Mailand Klavier bei Alberto Colombo und Komposition bei den Davide Anzaghi und Angelo Corradini. Seit 1980 beschäftigte er sich intensiv mit dem Jazz.
Seit 1988 ist Colombo als Jazzmusiker professionell tätig; er arbeitete zunächst bei Attilio Zanchi, gründete aber schon rasch ein eigenes Trio, mit dem es im Folgejahr zu einem ersten Album kam. 1992 gründete er mit Walter Calloni und Stefano Cerri die Weltmusik-Band Linea C. 2005 nahm er das Album Caravaggio mit Billy Cobham und Jeff Berlin auf. Im Jahr 2011 gründete er zusammen mit Tino Tracanna, Attilio Zanchi und Tommaso Bradascio das Inside Jazz Quartet. Mit Peter Erskine und Bob Mintzer legte er 2016 das Album We All Love Burt Bacharach vor, gefolgt von Acoustic Weather: The Music of Weather Report (2019), mit Maurizio Quintavalle am Kontrabass und Enzo Zirilli am Schlagzeug.
Colombo hat mit zahlreichen Musikern zusammengearbeitet, darunter Paolo Fresu, Paolino Dalla Porta, Roberto Ottaviano, Enrico Rava, Gianluigi Trovesi, Flavio Boltro, Franco D’Andrea, Gianni Coscia, Barbara Casini, Mauro Pagani, Christian Meyer, Tony Scott, Tommy Campbell, Pierre Favre. Er hat mehr als 20 Platten als Leader eingespielt. Er ist auch auf Alben von Attilio Zanchi, Tiziana Ghiglioni oder Robert Gligorov zu hören. Im Bereich des Jazz war er zwischen 1988 und 2016 Tom Lord zufolge an 29 Aufnahmesessions beteiligt.
Colombo ist einer der produktivsten italienischen Komponisten; er hat etwa 700 Kompositionen in verschiedenen Genres geschrieben. Sein Werk umfasst zahlreiche Sammlungen für Klavier und Kammermusik (erschienen bei Carisch und Da Vinci), aber auch sein Konzert für Jazztrio und Streichorchester (op. 624) aus dem Jahr 2009.
Colombo lehrte ab 1990 auch Klavier und Harmonie am Centro Professione Musica in Mailand; seit 2006 lehrt er am Conservatorio Giuseppe Verdi in Mailand, seit 2012 als Professor. Er ist auch Professor für Jazz-Komposition am Konservatorium von Como. Er ist Autor zahlreicher didaktischer Texte und eines Multimedia-Kurses für Klavier und Keyboards.
Seit 2006 ist er künstlerischer Leiter des Bià-Jazzfestivals, das jährlich in der Stadt Abbiategrasso stattfindet.